# Keloglan trekt eropuit om de man te worden van de reuzin
Keloglan trekt eropuit om de man te worden van de reuzin is een sprookje uit Turkije.

## Het verhaal
Er was eens een Keloglan wiens moeder nog leefde, elke avond ging hij naar het koffiehuis en zit stilletjes alleen in een hoekje. De jonge kerels zitten op te scheppen; wie de man van een reuzin kan worden, is een held. Keloglan verlaat zijn moeder en vertelt dat hij de man van de reuzin wil worden.
Zes maanden en een herfst loopt Keloglan over heuvels en dalen en hij ziet een fel licht boven op een berg. Hij ziet een reuzin zonnen, haar borsten heeft ze over haar schouders gegooid. Keloglan zet zijn mond aan haar borst en begint te zuigen, waarna ze zegt dat ze hem in één hap had opgegeten als hij niet gedronken had. Door te drinken van de borst, is Keloglan haar kind geworden en ze verstopt hem achter een bezem voor haar andere zonen.
De reuzenzonen komen thuis en ze ruiken mensenvlees, de reuzenmoeder laat haar zonen de armen en benen van kinderen tussen de tanden weghalen en doet ze in de kookpot. De reuzenmoeder vraagt wat een mensenkind wordt als hij van haar borsten drinkt en haar zonen vertellen dat dit dan een broer voor hen zal zijn. Ze beloven hem niet op te eten en Keloglan komt tevoorschijn. De moeder maakt de bedden klaar en de zonen gaan eten, waarna ze slapen gaan. Ook Keloglan zoekt een plekje.
De reuzenmoeder komt vragen wie er slaapt en wie nog niet, Keloglan antwoord dat hij niet slapen kan. Zijn eigen moeder bakt elke avond voor het slapen gaan baklava en börek en daar kan hij heerlijk van slapen. Boos maakt de reuzenmoeder baklava en börek en Keloglan eet en gaat naar bed. De reuzenmoeder vraagt opnieuw wie er slaapt en wie nog niet en opnieuw zegt Keloglan niet te kunnen slapen. Zijn eigen moeder zou een lamsbout vullen en daar kan hij heerlijk op slapen.
Met tegenzin maakt de reuzenmoeder een gevulde lamsbout en Keloglan eet het op en gaat naar bed. Een derde keer vraagt de reuzenmoeder wie er slaapt en wie nog niet en weer zegt Keloglan niet te kunnen slapen. Hij moet plassen, maar de reuzenmoeder is bang dat hij ontsnapt als hij naar buiten gaat. Keloglan zegt dan dat ze hem aan een touw moet binden en gaat naar buiten. Hij bindt het touw aan het wc-hokje en gaat er als een haas vandoor. De reuzenmoeder wacht een tijdje en krijgt geen antwoord als ze roept. Ze trekt aan het touw en het wc-hokje stort in, waarna ze Keloglan achtervolgt.
De reuzenmoeder trekt een enorme boom uit de grond en legt hem over haar schouder. Keloglan hoort de fritsels en fratsels van de linten en kettingen aan de jurk van de reuzin en hoort de vogeltjes in de boom fluiten. Hij ziet een kikker en deze verstopt hem in zijn holletje onder water. Als de kikker de reuzin ziet, wil hij zichzelf verstoppen in het holletje en Keloglan moet verdergaan. Keloglan komt bij een schildpad en deze duwt hem in zijn schild, maar als hij de reuzin ziet wil hij zichzelf verstoppen.
Keloglan gaat verder en komt bij een egel die aan een handmolen draait. De egel verstopt Keloglan onder zijn molensteen en de reuzin ontploft bijna van woede als ze merkt dat de egel zich niks van haar aantrekt. Ze eet hem op, maar door de stekels snijdt hij door de buik van de reuzin en komt naar buiten. Opnieuw eet de reuzin de egel op en opnieuw komt hij door de buik naar buiten. Een derde keer slikt de reuzin de egel in, maar ze valt dood neer als de egel opnieuw uit haar buik komt.
Keloglan haalt zijn mes uit de zak en snijdt de oren van de reuzin af en stopt ze in zijn tas. Hij gaat naar het koffiehuis en gooit de oren op tafel. De jongemannen zetten hem op een ereplek neer en overladen hem met cadeaus. Keloglans moeder is al in de rouw gegaan en is natuurlijk dolblij als ze haar zoon terugziet. Er wordt een groot feest gevierd, hun doel is bereikt en alle wensen zijn vervuld, en iedereen leeft nog lang en gelukkig.

## Achtergronden
- Het sprookje werd verteld door Sidika Boratav, de moeder van sprookjesverzamelaar Pertev Naili Boratav, in 1939. Zij hoorde het weer van een vrouw in Gemlik (rond 1900).
- Volgens Boratav is dit een van de rijkste sprookjes van Turkije.
- Het sprookje komt uit Gemlik, maar er zijn versies bekend in Bursa, Diyarbakir, Kirşehir, Kastamonu, Istanboel, Ürgüp, Mersin, Develi, Kayseri, Bayburt, Ankara, Konya, Kars, Ardahan, Kaukasus, Ayancik en Sinop.
- Kel-olan betekent kaalkop of kale jongen.
- Keloglan komt veel voor in Turkse volksverhalen, hij is de slimme kaalkop, lui, ontrouw en een beetje dom. Toch is hij sympathiek, een jongen uit het volk. Hij verslaat reuzen en draken en vervult moeilijke opdrachten. Hij bestrijdt rijke uitbuiters en helpt de armen (zoals Robin Hood).
- In bepaalde streken van Turkije is de bijnaam van kleine kinderen keloglan.
- In een aantal verhalen vermomd een prins of prinses zich als Keloglan, ze doen dan een dierendarm over het hoofd. Deze Keloglanvermomming werd ook in werkelijkheid gebruikt.
- Vaak komen arme kinderen bij reuzen terecht. Ze zijn ze uiteindelijk te slim af, zoals ook bijvoorbeeld Tolla, Klein Duimpje en de Oger en Issun Boshi en de Oni.
- De reuzen worden wel vergeleken met grootgrondbezitters (aga's); machtig, iedereen onderdrukkend en allesverslindend.
- In Turkije gaan drie op de zes volksverhalen over het hebben van kinderen.